# Akira Tozawa
Akira Tozawa (戸澤 アキラ, Tozawa Akira) (né le 22 juillet 1985 à Nishinomiya (Préfecture de Hyōgo)) est un catcheur (lutteur professionnel) japonais. Il travaille actuellement à la World Wrestling Entertainment, dans la division Raw.
Il est principalement connu pour son travail à la Dragon Gate où il commence sa carrière en 2005. Au sein de cette fédération, il remporte les championnats par équipes Open the Twin Gate à trois reprises et l'Open the Triangle Gate à deux reprises. Il a aussi remporté seul les championnats Open the Brave Gate et Open the Owarai Gate.

## Carrière

### Dragon Gate (2005-2016)
Tozawa s'entraîne au dojo de la Dragon Gate auprès de Keni'chiro Arai et Masaaki Mochizuki,.
Il y fait ses débuts le 3 avril 2005 où il perd face à Don Fuji. Il est un fauteur de troubles en coulisses et retourne au dojo de la Dragon Gate. 
En 2006, il réapparait comme étant le leader de la faction Tozawa-juku.
Il fait son retour à la Dragon Gate le 8 juin 2011 en rejoignant le groupe des Blood Warriors.  
Le 7 août, associé à BxB Hulk, il remporte la Summer Aventure Tag League face à Masaaki Mochizuki et Yamato.
Le 7 décembre avec BxB Hulk, il empoche les titres par équipe Open the Twin Gate en battant KAGETORA et Susumu Yokosuka.
Le 19 janvier 2012, lui et BxB Hulk expulsent CIMA des Blood Warriors et Akira Tozawa prend alors le rôle de leader du clan.
Le 28 janvier, il fait un passage par la PWG où avec Kevin Steen et Super Dragon, il est battu par El Generico, Masato Yoshino et PAC.
Le 1er mars, il décide de rebaptiser le groupe « Mad Blankey ». Trois jours après, il perd les titres par équipe face à Jimmy Kagetora et Jimmy Susumu.
Le 6 avril lors de Open The Ultimate Gate 2013, il perd contre Ricochet.
Le lendemain, lors de Mercury Rising 2013, il perd contre SHINGO.
Le 5 mai 2013 lors de Dead Or Alive 2013, il perd contre CIMA et ne remporte pas le Open The Dream Gate Championship.
Lors de Untouchable, il perd contre Johnny Gargano et ne remporte pas le Open The Freedom Gate Championship.
Lors de Freedom Fight, il perd contre Johnny Gargano dans un Elimination Match qui comprenait aussi Ricochet et AR Fox et ne remporte pas le Open The Freedom Gate Championship[réf. nécessaire].
Le 22 décembre, lui et Shingo Takagi battent Mad Blankey (Yamato et Naruki Doi) et remportent les Open the Twin Gate Championship.
Le 20 juillet 2014, ils perdent les titres contre Millennials (Eita et T-Hawk).
Le 28 février 2015, il bat Kzy et remporte le Open the Brave Gate Championship.
Le 29 mars, il bat Yosuke♥Santa Maria et remporte le Open the Owarai Gate Championship.
Le 6 décembre, lui, Masato Yoshino et T-Hawk battent VerserK (Naruki Doi, Shingo Takagi et Yamato) dans un decision match pour remporter les vacants Open the Triangle Gate Championship.

### Pro Wrestling Guerrilla (2010-2016)
Lors de PWG Cyanide: A Loving Tribute To Poison, il perd contre Kevin Steen.
Il effectue son retour lors de PWG Threemendous IV, où il perd contre Ricochet. Il effectue son dernier match à la fédération lors de PWG Lëmmy, où il perd contre Zack Sabre, Jr..

### World Wrestling Entertainment (2016-...)

#### Cruiserweight Classic (2016)
Le 20 juillet 2016, il fait ses débuts lors du 1er tour du Cruiserweight Classic en éliminant Kenneth Johnson. Le 17 août lors du second tour du WWE Cruiserweight Classic, il élimine Gentleman Jack Gallagher. Le 31 août en quart de finale, il est éliminé par Gran Metalik.

#### Cruiserweight Champion et diverses rivalités (2017-2019)
Le 9 juillet 2017 lors du Kick off de Great Balls of Fire, il perd contre Neville et ne remporte pas le WWE Cruiserweight Championship.
Le 14 août à Raw, il bat Neville et remporte le WWE Cruiserweight Championship pour la première fois de sa carrière. Six jours plus tard à SummerSlam, il perd son titre au profit de Neville.
Le 8 avril 2018 lors de Wrestlemania Axxess, il perd contre Adam Cole et ne remporte pas le NXT North American Championship.
Le 27 janvier 2019 au Royal Rumble, il perd un Fatal Four Way Match pour le titre Cruiserweight au profit de Buddy Murphy. Ce match impliquait aussi Kalisto et Hideo Itami.
Le 17 février à Elimination Chamber, il perd contre Buddy Murphy et ne remporte pas le Cruiserweight Championship.

#### Draft àRawet Quinzuple 24/7 Champion (2019-2022)
Le 14 octobre à Raw, lors du Draft, il est annoncé être transféré au show rouge par Stephanie McMahon. Le 25 novembre à Raw, il perd son premier match face à Andrade (accompagné de Zelina Vega). Le 22 décembre à Raw, il devient le nouveau champion 24/7 de la WWE en faisant le tombé sur R-Truth, qui visitait le marché de Noël à New York. Il perd ensuite son titre, au profit du Père Noël. Au total, entre décembre 2019 et juillet 2022, il remporte ce titre à 15 reprises.
Le 9 avril 2021 à SmackDown special WrestleMania, il ne remporte pas la Andre the Giant Memorial Battle Royal, gagnée par Jey Uso.
Le 1er avril 2022 à WrestleMania SmackDown, il ne remporte pas la Andre the Giant Memorial Battle Royal, gagnée par Madcap Moss.

## Palmarès
- Anarchy Championship Wrestling
  - 1 fois ACW U–30 Young Gun Championship
- Dragon Gate
  - 3 fois Open the Twin Gate Championship avec BxB Hulk (2), Shingo Takagi (1)
  - 2 fois Open the Triangle Gate Championship avec BxB Hulk et Naoki Tanisaki (1), Masato Yoshino et T-Hawk (1)
  - 1 fois Open the Brave Gate Championship
  - 1 fois Open the Owarai Gate Championship
  - Summer Adventure Tag League (2011) avec BxB Hulk
  - Summer Adventure Tag League (2012) avec BxB Hulk et Naoki Tanisaki
- World Wrestling Entertainment
  - 1 fois Champion Cruiserweight de la WWE (règne le plus court)
  - 15 fois Champion 24/7 de la WWE

## Récompenses de magazines
- Pro Wrestling Illustrated

| Année | 2011 | 2012 | 2013 | 2014 | 2015       | 2016 | 2017 | 2018 | 2019 | 2020 | 2021 |
| ----- | ---- | ---- | ---- | ---- | ---------- | ---- | ---- | ---- | ---- | ---- | ---- |
| Rang  | 274  | 124  | 238  | 219  | Non classé | 177  | 131  | 92   | 102  | 475  | 373  |

- Power Slam

| Année | 2011 |
| Rang  | 14   |